# Guillermo Gonzalez (Astrophysiker)
Guillermo Gonzalez (* 1963 in Havanna, Kuba) ist ein Astrophysiker und Verfechter des Intelligent Design.

## Leben und Wirken
Gonzalez wurde in Havanna geboren und floh 1967 mit seiner Familie aus Kuba in die Vereinigten Staaten nach Miami, Florida. Er absolvierte die High School in Miami und war einer von fünf Finalisten aus Südflorida, die beim nationalen Westinghouse-Wissenschaftswettbewerb teilnahmen. Er studierte anschließend Astronomie und Physik an der University of Arizona, wo er 1987 seinen Bachelorabschluss machte. Er wurde 1993 an der University of Washington als Astronom promoviert und arbeitete als Postdoktorant in Austin an der University of Texas und an der University of Washington. Er erhielt Stipendien, Zuschüsse und Auszeichnungen von Institutionen wie der NASA, der University of Washington, Sigma Xi (Gesellschaft für wissenschaftliche Forschung) und der National Science Foundation.
Ende 1995 begann Gonzalez mit der Arbeit an einer Reihe von Projekten, in denen Sterne mit Planeten untersucht wurden, um festzustellen, welche Eigenschaften sie besitzen. Durch seine Forschungen wurden zwei neuen Planeten entdeckt.
Als Assistenzprofessor für Astronomie war Gonzalez an der Iowa State University (ISU) tätig. Sein besonderes Interesse gilt der Untersuchung der Stadien der Sternentwicklung mithilfe spektroskopischer Beobachtungen. In seinen Arbeiten beschäftigt er sich unter anderem mit der spektroskopischen Häufigkeitsanalyse von Post-AGB-Überriesen und RV-Tau-Variablen. Des Weiteren hat er Studien über außersolaren Planetensysteme durchgeführt. Er vertritt die Ansicht, dass jede Form des Lebens auf unserem Planeten seine Existenz dem Gleichgewicht der einzigartigen Bedingungen in unserem Sonnensystem verdankt. Er beschäftigte sich auch mit der Rolle des Mondes, die dieser als Schutzschild gegen Meteoriten spielt. Er ist überzeugt, dass die Erforschung des Mondes weitreichende Erkenntnisse über die Geschichte unseres Planeten liefern werde.
Gonzalez wurde Ende 2007 außerordentlicher Professor für Physik und Astronomie am Grove City College, einer 1876 gegründeten privaten christlichen Hochschule in Grove City, Pennsylvania. Er arbeitet dort unter anderem am 2008 erworbenen Observatorium und leitete das Astronomieprogramm der Schule. Es folgten sechs Jahre als Lehrer für Astronomie und Physik an der Ball State University, ehe er im Jahr 2019 an die University of Alabama in Huntsville (UAH) wechselte.
Er wurde als leitendes Mitglied des zum Discovery Institute gehörenden Center for Science and Culture ein wichtiger Vertreter der pseudowissenschaftlichen Intelligent-Design-Bewegung und Mitglied der International Society for Complexity, Information, and Design (ISCID).

## Veröffentlichungen (Auswahl)
Gonzalez hat zahlreiche Artikel in Fachzeitschriften für Astronomie und Astrophysik veröffentlicht, so unter anderem in Astronomie und Astrophysik, monatliche Mitteilungen der Royal Astronomical Society, Astrophysical Journal und Solar Physics.
- A study of the UV-bright stars in [omega] Cen and the type II cepheid ST Pup. University of Washington, Washington 1993, OCLC 30408488 (Dissertation, Ph. D.).
- The Privileged Planet: How Our Place in the Cosmos Is Designed for Discovery. 1. Auflage. Regnery Publishing, Washington D.C. 2004, ISBN 0-89526-065-4 (Mit Jay Wesley Richards).
- Observational Astronomy. 2. Auflage. Cambridge University Press, 2006, ISBN 978-0-521-85370-5 (Mit D. Scott Birney und David Oesper).
- Creation, evolution, and intelligent design (= Apologia series; Christian answers to hard questions). Westminster Seminary Press, P & R Publishing, Philadelphia 2013, ISBN 978-1-59638-683-9 (Mit Jay Wesley Richards).
- Setting the stage for habitable planets. In: Life. 4, Nr. 1, 2014, S. 35–65 (Sonderausgabe: Planet formation and the rise of life).
- Constraining T from Babylonian Lunar Appulse and Occultation Observations. In: Monthly Notices of the Royal Astronomical Society. 470, Nr. 2, 2017, S. 1436–1441.
- New constraints on T Prior to the Second Century AD. In: Monthly Notices of the Royal Astronomical Society. 482, Nr. 2, 2019, S. 1452–1455.